# Брукас, Ионас Ионович
Ионас Ионович Брукас — советский литовский хозяйственный деятель, Герой Социалистического Труда.

## Биография
Родился в 1907 году в Олендрусе. Член КПСС с 1955 года.
В 1946—1953 — председатель волостных исполкомов в Каунасском уезде/районе Литовской ССР.
В 1953—1976 — председатель колхоза «Аушра» Каунасского района Литовской ССР.
Указом Президиума Верховного Совета СССР от 22 марта 1966 года присвоено звание Героя Социалистического Труда с вручением ордена Ленина и золотой медали «Серп и Молот».
Депутат Верховного Совета Литовской ССР 6-го созыва.
Умер в 1976 году в Каунасе.

## Награды и звания
- Герой Социалистического Труда (22.03.1966)
- Орден Ленина (22.03.1966)
- Орден Знак Почёта (05.04.1958)